# Joyce King
Joyce King   (Sydney, 1 de setembre de 1920 - Willoughby, 10 de juny de 2001) fou una atleta australiana, especialista en curses de velocitat, que va competir durant la dècada de 1940.
El 1948 va prendre part en els Jocs Olímpics de Londres, on va disputar tres proves del programa d'atletisme. Va guanyar la medalla de plata en la prova del 4x100 metres formant equip amb Shirley Strickland, June Maston i Elizabeth McKinnon, mentre en el 100 i 200 metres quedà eliminada en sèries. El 1948 guanyà el campionat nacional de les 100 i 220 iardes.

## Millors marques
- 100 metres. 12,2" (1939)
- 200 metres. 24,0" (1941)[1][3]